# Sandra Kassman
Sandra Amanda Kartiyati Kassman, född 12 juli 1991 i Nacka församling i Stockholms län,
är en svensk sångerska och skådespelare.

## Biografi
Kassman växte upp i Järla och började sjunga i kör vid fyra års ålder. När hon var sex år spelade hon ett av Kristinas och Karl-Oskars barn i musikalen ”Kristina från Duvemåla”.
Idag sträcker sig hennes meriter från att iklä sig rollen som Christine Daaé i den ikonsika föreställningen Phantom of the Opera, till att vinna "best original score" för Kalejdoskop på IndieX Film Fest - Los Angeles International Film Festival. Hon har även lånat sin röst till Mirabel, huvudrollen i den svenska dubbningen av Walt Disney's Oscarsbelönade film, Encanto. Under hösten 2022 var Sandra medproducent för musikteater-föreställningen Ophelia: Madness (in blue), i vilken hon även spelade titelrollen. 

### Utbildning
- 2001–2007 – Adolf Fredriks Musikklasser[4]
- 2007–2010 – Södra Latins Gymnasium - Yrkesmusikerlinjen: Sånginriktning
- 2011 – Berklee College of Music - Performance/Contemporary Voice
- 2012 – Framnäs Folkhögskola - Klassisk Sång
- 2012–2014 – Strömbäcks Folkhögskola - Musikalakademien - Yrkesutbildning i Musikal
- 2015–2016 – Royal Academy of Music - Master of Arts in Musical Theatre Performance
- 2015–2019 –  Royal Academy of Music - Licentiate of The Royal Academy of Music

## Filmografi
- 1999 – En liten julsaga
- 1999 – Julens hjältar (TV-serie)
- 2000 – Livet är en schlager
- 2001 – Bekännelsen
- 2003 – Vera med flera (TV-serie)
- 2021 – Kaleidoscope Producent, Manusförfattare, Kompositör, Skådespelare2021 – Over The Ocean Producent, Manusförfattare, Skådespelare2022 – Dies Caligo

## Dubbning
- 1989 – Kikis expressbud (röst som Kiki)
- 2002 – Lilo & Stitch (röst som Lilo Pelekai)
- 2003 – Stitch! – Experiment 626 (röst som Lilo)
- 2003–2006 – Lilo & Stitch (TV-serie) (röst som Lilo Pelekai)
- 2005 – Lilo & Stitch 2 (röst som Lilo Pelekai)
- 2005–2007 – Flyg 29 saknas (TV-serie) (röst som Taylor Hagan)
- 2007–2012 – iCarly (TV-serie) (röst som Carly Shay)
- 2008–2009 – Stitch! (TV-serie) (röst som Yuna Kamihara)
- 2010 – Starstruck (röst som Jessica Olson)
- 2012–2014 – Violetta (TV-serie) (röst som Francesca Caviglia)
- 2021 – Encanto (röst som Mirabel Madrigal)
- 2022 – Natt på museet: Kahmunrahs återkomst (röst som Jeanne d'Arc)

## Teater
- 1998-1999  - Kristina från Duvemåla (musikal) - Lill-Märta - Teater Cirkus (83 föreställningar)[4]
- 1999 - Annie (musikal) - Molly - Teater Göta Lejon
- 2001-2002 Trollkarlen från Oz (musikal) - Ensemble - Teater Göta Lejon
- 2002-2003 - Pippi Långstrump (musikal) - Annika - Teater Göta Lejon
- 2003-2004 -  Karlsson på taket (teater) - Gunilla - Teater Göta Lejon
- 2010 - Sommarnattens leende (musikal) - Fredrika Armfeldt - Stockholms Stadsteater
- 2014 - Fair Opera-The Musical (musikal) - Mia - Saga Teatern, Umeå
- 2014 - Fair Game-The Musical (musikal) - Sångsolist och Ensemble - T3 Arena, Umeå
- 2014 - National Youth Music Theatre:s "BRASS" (musikal) - Beatrice de Lille och Ensemble - City Varieties Music Hall, Leeds, Storbritannien
- 2014 - 1983 In Concert (musikal) - The Matron - The Victoria Rooms, Bristol, Storbritannien
- 2015 - 1983 (musikal) - The Matron - The Winston Theatre, Bristol, Storbritannien
- 2016 - Ophelia - Madness in Blue (musikal) - Ophelia - The Kitchen at The Station, Bristol, Storbritannien
- 2017 - Into the Woods (musikal) - Lucinda - Glassalen/Tivoli, Köpenhamn, Danmark
- 2017 - Cockpit (talpjäs) - Claudia - The Royal Lyceum Theatre, Edinburgh, Storbritannien
- 2018 - Jesus Christ Superstar (musikal) - Jesus - Eric Ericsonhallen
- 2018-2019 - The Phantom of the Opera (musikal) U/S Christine Daaé - Det Ny Teater, Köpenhamn, Danmark
- 2019 - Museet Skoj och Skräms (teater) - U/S Elvira - Gröna Lunds Teatern
- 2020 - The Glorious 20's (cabaret) - The Singer - The Starlight
- 2021 - The Shadow Sister of the Music Hall (musikal) - Teaterverket Svea, Stockholm
- 2022 - Ophelia - Madness in Blue (musikal) - Teaterverket Svea, Stockholm

## Konserter / Shower
- 2000 - Jesus Christ Superstar (musikal) - ensemble, Filadelfiakyrkan Stockholm[4]
- 2000 - White Christmas (turné med Carola och Tommy Körberg) - ensemble/solist - Oslo, Helsingfors, Göteborg, Stockholm
- 2001 - Jesus Christ Superstar (musikal) - ensemble, Filadelfiakyrkan Stockholm
- 2002 - Les Miserables (konsertversion) - Lilla Cosette- Turné Globen och Skandinavium
- 2002 - Jul i Betlehem (turné med Carola) - duett m Carola/ensemble
- 2003 - Ring Ring (julshow) - ensemble/solist - Grand/Vinterträdgården
- 2015 - Fuze (välgörenhetsgala) - solist - The Passenger Shed, Bristol, Storbritannien
- 2015 - Musical Theatre Classics - ensemble - Crondall, Storbritannien
- 2020 - Musikalhörnan - gästartist - Uppsala Konsert och Kongress
- 2022 - Musikal med Ascalpella - gästartist - Eric Ericsonhallen, Stockholm